# Piledriver
Piledriver (Também chamado de Pilão em português) é um nome coletivo dado a uma certa variedade de ataques de wrestling profissional. Estes golpes possuem em comum o fato do atacante colocar o oponente de cabeça para baixo, depois caindo sentados ou de joelhos, levando a cabeça do oponente ao chão. Seu nome é uma referência ao mecanismo bate estaca, que é chamado de "pile driver", em inglês. 
Piledrivers são extremamente perigosos, pois se ocorrer um leve "botch", o wrestler a receber tal golpe corre um risco sério de lesões graves. Um piledriver executado perfeitamente dentro do Kayfabe consiste na cabeça do receptor tocando levemente no chão, ou nem tocando no chão.
Em algumas promoções, Piledrivers são proibidos, como é o caso da WWE, apesar de uma exceção para The Undertaker e Kane (principalmente o primeiro) estar ativa, pois estes wrestlers possuem experiência com tal golpe. Em algumas promoções do Reino Unido, além de ser proibido tal golpe, pode-se ainda pagar uma fiança por usá-lo.

## Tipos de Piledriver

### Argentine Piledriver
Começando com o receptor na posição de um Argentine backbreaker rack, o atacante empurra-o para frente, segurando sua perna com uma mão, a cabeça com outra e caindo sentado, levando a cabeça do oponente ao chão. Popularizado por Super Dragon com o nome Psycho Driver I.

### Indian DeathLock Piledriver
O atacante coloca o oponente na submissão Indian DeathLock, levantando-o a partir dessa posição aplicando um Jumping Sit-Out Piledriver. Foi inventado e popularizado por Chris Hero.

### Back to Belly Piledriver
O atacante coloca o oponente de cabeça para baixo em suas costas, com o oponente virado para o mesmo lado que o atacante está virado. Segurando-o pelas pernas, o atacante cai sentado ou de joelhos, levando a cabeça do oponente ao chão.

### Cradle Piledriver
Nesta variação, o atacante põe seu braço entre as pernas do oponente para causar dano na genitália. Usado por Jerry Lynn.

#### Cradle reverse Piledriver
É um cradle piledriver revertido, ou seja, um cradle piledriver numa posição belly-to-belly (barriga-com-barriga). É também chamado de Cradle Tombstone Piledriver.

### Cross-arm Piledriver
Também chamado de "Straightjacket Piledriver", o oponente é posto inclinado com a cabeça entre as pernas do atacante. O atacante cruza os braços do oponente e o levanta, caindo no chão com a cabeça dele.

### Double Underhook Piledriver
O atacante segura o oponente em uma Butterfly e o levanta pelos braços, caindo no chão logo após. Usado por Jay Briscoe

### Flip Piledriver
Também chamado de "Front flip Piledriver" e "Flipping Piledriver". O atacante põe o oponente inclinado com a cabeça entre suas pernas. Ele agarra-o na altura do abdômen com as duas mãos e dá uma cambalhota para frente, levando o oponente consigo. O atacante cai sentado e o oponente cai na sua cabeça. É usado por Petey Williams, com o nome de "The Canadian Destroyer".

#### Double underhook flip Piledriver
É um Flip Piledriver aplicado na posição Double Underhook, ou seja, com o atacante segurando os braços do oponente, e deixando-os para cima. É usado por Derek Frazier.

### Jumping Piledriver
O atacante levanta o oponente de cabeça para baixo e ao invés de cair no chão, ele pula com ele. Também chamado de "Spike Piledriver", "Stuff Piledriver" e "Belly-to-back Piledriver". Usado por Paul Orndorff

### Kriptonite Krunch
Também chamado de "Over the shoulder back-to-belly piledriver". Este golpe foi popularizado nos EUA por Nova usando o nome Kriptonite Krunch. O atacante coloca o oponente acima dos seus ombros de modo que as pernas fique acima de um de seus ombros e a cabeça fique no outro lado, perto da cintura. O atacante então cai, um pouco inclinado para que a cabeça do oponente caia no chão. Também usado por Finlay, com o nome "Celtic Cross".

### Package Piledriver
O atacante põe o oponente inclinado e com a cabeça entre suas pernas, diferente do Texas Piledriver, o atacante passa seus braços debaixo dos braços do oponente e levanta o oponente pelas pernas, na altura do joelho. Esta é uma das formas mais letais do piledriver.

### Pumphandle Piledriver
Ou Pumphandle Reverse Piledriver, consiste no atacante prender o oponente em um Pumphandle hold e levantá-lo nos ombros e caindo com ele na sua cabeça.

### Punch piledriver
O atacante coloca o oponente numa posição Texas Piledriver, só que antes de fazer o impacto o wrestler coloca seu punho fechado em baixo do maxilar do oponente, para causar mais danos do que um Piledriver comum. 

### Reverse Piledriver

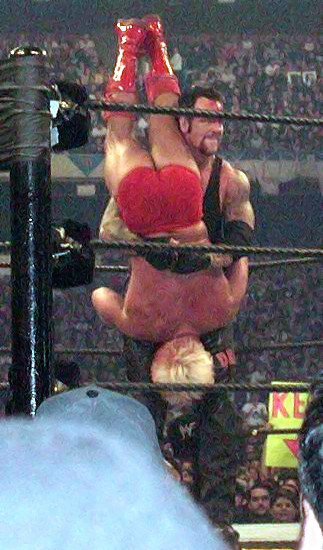
Tombstone Piledriver sendo aplicado por Undertaker em Ric Flair.

O oponente é levantado e posto com a barriga tocando na barriga do atacante. O atacante então cai no chão, levando a cabeça do oponente consigo. Esta é um versão bastante comum do piledriver.

#### Tombstone Piledriver
Também chamado de "Kneeling belly to belly Piledriver". Esta variação do Belly-to-belly Piledriver consiste em qualquer tipo de Piledriver em que o atacante cai de joelhos no chão. O oponente deve ser virado de cabeça para baixo, numa posição barriga-com-barriga; em seguida, ele dá um pequeno salto para cair ajoelhado e levar a cabeça do adversário fortemente ao solo (Kayfabe).  Para ter uma aplicação realística e sem graves lesões; a cabeça do oponente fica um pouco acima do joelhos, para quando cair, não bater violentamente no chão.
Popularizado por The Undertaker, é considerado um dos mais famosos finishers da história. Também é atualmente usado por Justin Credible, antigamente usado pelos já falecidos wrestlers Owen Hart e Andre The Giant e raramente por Kane. O wrestler Último Dragón usa o golpe na versão "jumping", ou seja, pular antes de fazer o impacto.

#### Reverse tombstone piledriver
Inovado pelo wrestler japonês MAZADA. O golpe consiste em reverter um Tombstone Piledriver, passando por debaixo das pernas do oponente, e o derrubando de cabeça no chão em uma posição "Seated reverse piledriver". O nome do golpe pode ser usado para descrever um comum "kneeling piledriver".

#### Cross–legged reverse piledriver
Inovado por Mike Quackenbush com o nome "QD II – Quackendriver II". O golpe consiste num reverse Piledriver em que o wrestler une a parte frontal do fêmur direito com a parte dianteira do fêmur esquerdo do oponente (ou vice-versa, de qualquer forma formando um "X"), e permanece segurando esses membros até o impacto. Essa união de membros é útil para o adversário não sacudir as pernas, com o objetivo de escapar do golpe.

### Scoop Side Piledriver
O atacante levanta o oponente com um Scoop lift e segura-o no torso de um lado de seu corpo. O atacante cai no chão, levando o oponente em sua cabeça.

### Scoop Slam Piledriver
Similar ao de cima, o atacante levanta o oponente com um Scoop lift e automaticamente cai de joelhos no chão, levanto o oponente em sua cabeça. Pode ser aplicado com um pequeno Pumphandle. Usado por Vampiro, com os nomes "Nail in the Coffin" e "Vampiro Spike".

### Stump-Puller Piledriver
Também chamado "Pulling Piledriver", é uma variação do Texas Piledriver, o atacante põe o oponente inclinado e com a cabeça entre suas pernas. O atacante põe suas mãos na cintura do oponente e cai para trás, puxando o oponente para cair de cabeça. Foi popularizado por Mick Foley.

### Texas Piledriver
Esta é a versão mais comum do piledriver e é muitas vezes chamada de apenas Piledriver. O oponente está inclinado e com a cabeça entre as pernas do atacante. O atacante agarra o oponente na altura da cintura e o levanta, e depois, caindo para trás, levando a cabeça do oponente ao chão. Usado por Shawn Michaels, Jerry Lawler e Terry Funk.

### Vertabreaker
Também chamado de "Back to back double underhook piledriver", ou apenas, "Underhook piledriver". Este golpe consiste no atacante enganchar seus braços em baixo dos braços do oponente por trás, então o oponente gira seu corpo e levanta o oponente, deixando-o em suas costas de cabeça para baixo. O atacante então, cai no chão, levando a cabeça do oponente ao chão.
Por ser muito letal, foi banido pela WWE em abril de 2003, exceto por wrestlers experientes para a aplicação do golpe, no caso mais recente, o lutador Gregory Helms. O golpe foi inovado pelo wrestler feminina japonesa Megumi Kudo, com o nome "Kudome Valentine". É usado por Homicide, com os nomes "Da' Gringo Killa" e "Da' Cop Killa".

### Vertical Suplex Piledriver
O atacante levanta o oponente como em um Vertical Suplex, deixando o oponente cair em uma posição de Reverse Piledriver e levando-o até o chão. Usado por Scott Steiner, com o nome de "SSD - Steiner Screwdriver".

### Wheelbarrow driver
O atacante levanta o oponente pelas pernas e faz com que ele caia na sua cabeça e ombro, resultando também em um pin.

### Super Piledriver
É um Piledriver comum, porém realizado de uma altura elevada do chão, normalmente, o turnbuckle.

### Dragonrana Piledriver
O atacante pula e senta no ombro do adversário com as pernas abertas, fazendo com que o rosto do oponente fique de frente com a barriga do atacante. Então, rapidamente, o atacante com as pernas força o oponente a fazer uma cambalhota para frente, assim fazendo com que o atacante dê uma cambalhota para trás. Assim, ao invés de derrubá-lo de costas como um Dragonrana comum, o atacante o faz cair de cabeça no chão.

### Ropewalk Piledriver
o atacante sobe do turnbuckle, corre pela Top Rope e salta de forma que o adversário fique com a cabeça entre as pernas do oponente, caindo com a cabeça do mesmo no chão.

### Piledriver Slam
O atacante aplica um Pilediver comum, porém derruba seu adversário com a cabeça seguida das costas, adicionando mais dano ao golpe

### Piledriver Pin
O atacante aplica um Piledriver normal, porém derruba seu oponente de forma em que o mesmo caia com as pernas abertas. Então o atacante depois de realizar a batida da cabeça do oponente no chão não o solta, fazendo assim, o Pinfall.

### Sunset Flip Piledriver
O atacante sobe no turnbackle e entao pula sobre o oponente e com suas pernas o joga por cima de si mesmo, aplicando o Piledriver. Golpe semelhante ao Flip Piledriver.